# Saint-Père-en-Retz

Localització de Saint-Père-en-Retz

Saint-Père-en-Retz (en bretó Sant-Pêr-Raez, en gal·ló Saeint-Paèrr-en-Rais) és un municipi francès, situat a la regió de país del Loira, al departament de Loira Atlàntic, que històricament ha format part de la Bretanya. L'any 2006 tenia 2.046 habitants. Limita amb Paimbœuf, Corsept, Saint-Brévin-les-Pins, Saint-Michel-Chef-Chef, Pornic, Chauvé, Arthon-en-Retz i Saint-Viaud.

## Demografia
| 1962                                       | 1968  | 1975  | 1982  | 1990  | 1999  |
| ------------------------------------------ | ----- | ----- | ----- | ----- | ----- |
| 2.625                                      | 2.682 | 2.627 | 2.917 | 3.250 | 3.454 |
| Des de 1962: població sense dobles comptes |       |       |       |       |       |

## Administració
| Període   | Identitat                | Partit |
| --------- | ------------------------ | ------ |
| 2001-2008 | Michelle Bruneaud-Leroux |        |
| 2008-     | Joseph Guilloux          |        |